# Franz Xaver Huber (Forstmann)
Franz Xaver Huber (* 13. April 1769 in Hammer; † 16. Oktober 1842 in Reichenhall) war ein deutscher Forstmann.

## Leben
Hubers früher Lebensweg ist unbekannt. Von 1799 bis 1802 besuchte er die Cammeralforstschule München. 1801 wurde er als Trigonometer in den Bayerischen Staatsdienst aufgenommen. Am 15. März 1802 wurde er Salinenwaldmeister und Kufwerksverwalter in Traunstein, bevor er am 1. Juli 1803 auf die gleiche Stelle in Reichenhall versetzt und am 23. März 1804 zum Forsttaxator sowohl für die  Traunsteiner und als auch für die Reichenhaller Salinenwaldungen ernannt wurde. Als solcher ließ er sich 1804 in Ruhpolding nieder. Als Taxator  blieb er auch weiter tätig, nachdem er am 28. April 1808 zum Salinen-Forstinspektor in Traunstein befördert wurde. Nach Reichenhall kam er in derselben Position 1813. Dort blieb er bis zu seinem Lebensende, ausgenommen die Zeit vom Stadtbrand von Reichenhall 1834 bis 1837, als er in St. Zeno bei Reichenhall unterkam. Ab 1818 wurde seinem Forstinsepktionsbezirk zusätzlich der Forstinsepktionsbezirk von Rosenheim zugeschlagen.
Huber publizierte regelmäßig in der Zeitschrift für Forst- und Jagdwesen. Er machte sich um eine Stärkung der Forstmathematik verdient. Ein von ihm 1810 an die Generalsalinen-Administration übergebene Sammlung von Ansichten und Vorschläge zur Forsttaxonomie wurde 1812 zu Normen ausgearbeitet, die anschließend für alle Forstinspektionen Geltung erlangten.
Huber war Träger der Goldenen Medaille des Civil-Verdienst-Ordens der Bayerischen Krone. Er war Mitglied des Bayerischen Landwirtschaftsvereins, der Gartenbau-Gesellschaft zu Frauendorf und ab 1828 der herzoglich sachsen-gothaischen und meiningischen Sozietät der Forst- und Jagdkunde zu Dreißigacker.

## Werke (Auswahl)
- Hilfs-Tafeln für Bedienstete des Forst- und Baufaches: zunächst zur leichten und schnellen Berechnung des Massengehaltes roher Holzstämme und der Theile derselben, und auch zu anderm Gebrauche für jedes landesübliche Maaß anwendbar, Fleischmann, München 1828.
- Beschreibung des Huber-Reichenbachischen Meß-Instruments: nebst Anweisung zur Manipulation desselben bei dem Horizontal- und Vertikal-Winkelmessen, Hennings und Hopf, Gotha 1834.
- Tafeln zur Bestimmung des Massengehaltes stehender Waldbäume: als Zugabe zu den Huberschen Hilfstafeln vom Jahre 1838, Oberer, Salzburg 1838.
- Agrikole Statistik oder Beschreibung des landwirthschaftlichen Distriktes Nr. 23: Reichenhall, im Königreiche Bayern und zwar in Oberbayern, Zugschwert, Reichenhall 1842.